# 阿布·阿里·穆斯塔法旅
阿布·阿里·穆斯塔法旅（阿拉伯语：‎）是解放巴勒斯坦人民陣線下属的准军事组织。该组织成立于1967年，当时取名为红鹰旅。2001年8月27日，解放巴勒斯坦人民陣線总书记阿布·阿里·穆斯塔法被以色列國防軍定点清除。此后，为纪念阿布·阿里·穆斯塔法，该组织改用现名。该组织主要活躍於西岸、加薩地帶和東耶路撒冷，曾多次攻擊以色列的軍事设施。